# Jelyu Jelev
Jelyu Mitev Jelev GColL (em búlgaro: Желю Митев Желев) (Veselinovo, 3 de março de 1935 — Sófia, 30 de janeiro de 2015) foi um político búlgaro, dissidente, presidente da Bulgária de 1990 a 1997.

## Biografia
Formou-se em Filosofia pela Universidade de Sófia "St. Kliment Ohridski" em 1958 e posteriormente obteve o doutorado em 1974. Foi membro do Partido Comunista Búlgaro, mas foi expulso em 1965 por motivos políticos, foi posteriormente também expulso de Sofia e no ano seguinte teve de passar seis anos desempregado.
Em 1988 ele fundou o Comitê Ruse e um ano mais tarde tornou-se membro fundador e presidente do Clube de Apoio à Reestruturação e Glasnost, que o impulsionou para o cargo de presidente do Conselho de Coordenação da União das Forças Democráticas. Ele foi eleito MP na 7.ª Grande Assembleia Nacional, que o elegeu Presidente da República da Bulgária em 1 de agosto de 1990. Em janeiro de 1992 ele se tornou o primeiro presidente búlgaro democraticamente eleito, e cumpriu seu pleno mandato de cinco anos até janeiro de 1997, quando foi substituído pelo colega de partido Petar Stoyanov, que o havia derrotado nas primárias para a candidatura do ano anterior e em seguida ganhou as eleições presidenciais.
A 13 de setembro de 1994 recebeu o Grande-Colar da Ordem da Liberdade de Portugal.
Após o final da presidência em 1997 Zhelev ainda permaneceu na política, mas numa escala muito menor. Ele se tornou presidente honorário do Partido Liberal Democrático da União e presidente honorário da Internacional Liberal e passou a estabelecer e presidir uma fundação que leva seu nome. Zhelev foi o iniciador e presidente da Comissão Política Balkan Club, uma união de ex-dirigentes políticos do Sudeste da Europa.
Zhelev escreveu uma série de livros e publicações, sendo o mais notável seu polêmico trabalho Fashizmat (búlgaro: Фашизмът; "O Fascismo") de 1982. Três semanas após a publicação, o livro foi proibido e retirado das livrarias e bibliotecas, uma vez que apontou semelhanças entre a ditadura fascista e do regime socialista.